# Protocolos, anexos e declarações anexadas aos tratados constituintes da União Europeia
Os tratados constitutivos da União europeia são complementados por meio de protocolos e anexos, que têm o mesmo valor jurídico que os tratados. São também anexados aos tratados das declarações relativas à aplicação de determinadas disposições dos tratados.
Desde a entrada em vigor do tratado de Lisboa, o tratado da União europeia e do tratado sobre o funcionamento da União europeia são complementadas por :
- trinta e sete protocolos ;
- dois anexos ;
- sessenta e cinco afirmações.

## Protocolos
Trinta e sete protocolos são os seguintes :
| - Protocolo (n.o 1) relativo ao papel dos Parlamentos nacionais na União Europeia - Protocolo (n.o 2) relativo à aplicação dos princípios da subsidiariedade e da proporcionalidade - Protocolo (n.o 3) relativo ao Estatuto do Tribunal de Justiça da União Europeia - Protocolo (n.o 4) relativo aos Estatutos do Sistema Europeu de Bancos Centrais e do Banco Central Europeu - Protocolo (n.o 5) relativo aos Estatutos do Banco Europeu de Investimento - Protocolo (n.o 6) relativo à localização das sedes das instituições e de certos órgãos, organismos e serviços da União Europeia - Protocolo (n.o 7) relativo aos privilégios e imunidades da União Europeia - Protocolo (n.o 8) relativo ao n.o 2 do artigo 6.o do Tratado da União Europeia respeitante à adesão da União à Convenção Europeia para a Protecção dos Direitos do Homem e das Liberdades Fundamentais - Protocolo (n.o 9) relativo à decisão do Conselho relativa à aplicação do n.o 4 do artigo 16.o do Tratado da união europeia e do n.o 2 do artigo 238.o do tratado sobre o Funcionamento da União Europeia entre 1 de Novembro de 2014 e 31 de Março de 2017, por um lado, e a partir de 1 de Abril de 2017, por outro - Protocolo (n.o 10) relativo à cooperação estruturada permanente estabelecida no artigo 42.o do tratado da união europeia - Protocolo (n.o 11) relativo ao artigo 42.o do Tratado da União Europeia - Protocolo (n.o 12) sobre o procedimento relativo aos défices excessivos - Protocolo (n.o 13) relativo aos critérios de convergência - Protocolo (n.o 14) relativo ao Eurogrupo - Protocolo (n.o 15) relativo a certas disposições relacionadas com o Reino Unido da Grã-Bretanha e da Irlanda do Norte - Protocolo (n.o 16) relativo a certas disposições respeitantes à Dinamarca - Protocolo (n.o 17) respeitante à Dinamarca - Protocolo (n.o 18) respeitante à França - Protocolo (n.o 19) relativo ao acervo de Schengen integrado no âmbito da União Europeia | - Protocolo (n.o 20) relativo à aplicação de certos aspectos do artigo 26.o do tratado sobre o Funcionamento da União Europeia ao Reino Unido e à Irlanda - Protocolo (n.o 21) relativo à posição do Reino Unido e da Irlanda em relação ao espaço de liberdade, segurança e justiça - Protocolo (n.o 22) relativo à posição da Dinamarca - Protocolo (n.o 23) relativo às relações externas dos Estados-Membros no que respeita à passagem das fronteiras externas - Protocolo (n.o 24) relativo ao direito de asilo de nacionais dos Estados-Membros da União Europeia - Protocolo (n.o 25) relativo ao exercício das competências partilhadas - Protocolo (n.o 26) relativo aos serviços de interesse geral - Protocolo (n.o 27) relativo ao mercado interno e à concorrência - Protocolo (n.o 28) relativo à coesão económica, social e territorial - Protocolo (n.o 29) relativo ao serviço público de radiodifusão nos Estados-Membros - Protocolo (n.o 30) relativo à aplicação da Carta dos Direitos Fundamentais da União Europeia à Polónia e ao Reino Unido - Protocolo (n.o 31) relativo às importações na União Europeia de produtos petrolíferos refinados nas Antilhas Neerlandesas - Protocolo (n.o 32) relativo à aquisição de bens imóveis na Dinamarca - Protocolo (n.o 33) relativo ao artigo 157.o do Tratado Sobre o Funcionamento da União Europeia - Protocolo (n.o 34) relativo ao regime especial aplicável à Gronelândia - Protocolo (n.o 35) relativo ao artigo 40.3.3 da Constituição da Irlanda - Protocolo (n.o 36) relativo às disposições transitórias - Protocolo (n.o 37) relativo às consequências financeiras do termo de vigência do Tratado CECA e ao Fundo de Investigação do Carvão e do Aço |

### Evolução após o tratado de Lisboa
Em 19 de maio de 2010, o Conselho europeu adoptou uma proposta para a modificação do protocolo Predefinição:N°36, prevê a criação de 18 novos lugares no Parlamento europeu para alguns países, que teria descartado adicionais deputados se o tratado de Lisboa , em vigor no momento das eleições para o Parlamento europeu em junho de 2009. Esta proposta foi aprovada por representantes permanentes em Bruxelas, dos Estados-membros em 23 de junho de 2010. Esta alteração tem de ser ratificada pelos 27 Estados-membros ( Croácia aderiram à união europeia em 2014), antes de entrar em vigor.

## Anexos
Os dois apêndices preocupação :
- a lista, previsto no artigo 38 do tratado sobre o funcionamento da União europeia, dos produtos sujeitos às disposições do presente tratado relativas àagricultura e pescas ;
- a lista de países e territórios ultramarinos que se aplicam as disposições da parte iv do tratado sobre o funcionamento da União europeia (artigos 198 e seguintes).

## Declarações
Sessenta e cinco afirmações são anexadas à acta final da Conferência intergovernamental que aprovou o tratado de Lisboa, assinado em 13 de dezembro de 2007 :
- 50 ter sido adoptada pela Conferência intergovernamental, e se relacionem com as disposições dos tratados, protocolos anexados aos tratados ;
- 15 são feitas por um ou vários Estados-membros.

| 1. Declaração sobre a Carta dos Direitos Fundamentais da União Europeia 2. Declaração ad n.o 2 do artigo 6.o do Tratado da União Europeia 3. Declaração ad artigo 8.o do Tratado da União Europeia 4. Declaração sobre a composição do Parlamento Europeu 5. Declaração sobre o acordo político do Conselho Europeu a respeito do projecto de decisão relativa à composição do Parlamento Europeu 6. Declaração ad n.os 5 e 6 do artigo 15.o, n.os 6 e 7 do artigo 17.o e artigo 18.o do Tratado da União Europeia 7. Declaração ad n.o 4 do artigo 16.o do Tratado da União Europeia e n.o 2 do artigo 238.o do Tratado sobre o Funcionamento da União Europeia 8. sobre as medidas práticas a tomar aquando da entrada em vigor do Tratado de Lisboa no que diz respeito à Presidência do Conselho Europeu e do Conselho dos Negócios Estrangeiros 9. Declaração ad n.o 9 do artigo 16.o do Tratado da União Europeia, sobre a decisão do Conselho Europeu relativa ao exercício da Presidência do Conselho 341 10. Declaração ad artigo 17.o do Tratado da União Europeia 11. Declaração ad n.o s 6 e 7 do artigo 17.o do Tratado da União Europeia 12. Declaração ad artigo 18.o do Tratado da União Europeia 13. Declaração sobre a política externa e de segurança comum 14. Declaração sobre a política externa e de segurança comum 15. Declaração ad artigo 27.o do Tratado da União Europeia 16. Declaração ad n.o 2 do artigo 55.o do Tratado da União Europeia 17. Declaração sobre o primado do direito comunitário 18. Declaração sobre a delimitação de competências 19. Declaração ad artigo 8.o do Tratado sobre o Funcionamento da União Europeia 20. Declaração ad artigo 16.o do Tratado sobre o Funcionamento da União Europeia 21. Declaração sobre a protecção de dados pessoais no domínio da cooperação judiciária em matéria penal e da cooperação policial 22. Declaração ad artigos 48.o e 79.o do Tratado sobre o Funcionamento da União Europeia 23. Declaração ad segundo parágrafo do artigo 48.o do Tratado sobre o Funcionamento da União Europeia 24. Declaração sobre a personalidade jurídica da União Europeia 25. Declaração ad artigos 75.o e 215.o do Tratado sobre o Funcionamento da União Europeia 26. Declaração sobre a não participação de um EstadoMembro numa medida baseada no Título V da Parte III do Tratado sobre o Funcionamento da União Europeia 27. Declaração ad segundo parágrafo do n.o 1 do artigo 85.o do Tratado sobre o Funcionamento da União Europeia 28. Declaração ad artigo 98.o do Tratado sobre o Funcionamento da União Europeia 29. Declaração ad alínea c) do n.o 2 do artigo 107.o do Tratado sobre o Funcionamento da União Europeia 30. Declaração ad artigo 126.o do Tratado sobre o Funcionamento da União Europeia 31. Declaração ad artigo 156.o do Tratado sobre o Funcionamento da União Europeia 32. Declaração ad alínea c) do n.o 4 do artigo 168.o do Tratado sobre o Funcionamento da União Europeia 33. Declaração ad artigo 174.o do Tratado sobre o Funcionamento da União Europeia 34. Declaração ad artigo 179.o do Tratado sobre o Funcionamento da União Europeia 35. Declaração ad artigo 194.o do Tratado sobre o Funcionamento da União Europeia 36. Declaração ad artigo 218.o do Tratado sobre o Funcionamento da União Europeia, relativa à negociação e celebração pelos Estados Membros de acordos internacionais relativos ao espaço de liberdade, segurança e justiça | 1. Declaração ad artigo 222.o do Tratado sobre o Funcionamento da União Europeia 2. Declaração ad artigo 252.o do Tratado sobre o Funcionamento da União Europeia sobre o número de advogadosgerais do Tribunal de Justiça 3. Declaração ad artigo 290.o do Tratado sobre o Funcionamento da União Europeia Declaração ad artigo 329.o do Tratado sobre o Funcionamento da União Europeia 4. Declaração ad artigo 352.o do Tratado sobre o Funcionamento da União Europeia 5. Declaração ad artigo 352.o do Tratado sobre o Funcionamento da União Europeia 6. Declaração ad n.o 6 do artigo 355.o do Tratado sobre o Funcionamento da União Europeia 7. Declaração ad artigo 5.o do Protocolo relativo ao acervo de Schengen integrado no âmbito da União Europeia 8. Declaração ad n.o 2 do artigo 5.o do Protocolo relativo ao acervo de Schengen integrado no âmbito da União Europeia 9. Declaração ad n.o 3 do artigo 5.o do Protocolo relativo ao acervo de Schengen integrado no âmbito da União Europeia 10. Declaração ad n.o s 3, 4 e 5 do artigo 5.o do Protocolo relativo ao acervo de Schengen integrado no âmbito da União Europeia 11. Declaração sobre o Protocolo relativo à posição da Dinamarca 12. Declaração relativa à Itália 13. Declaração ad artigo 10.o do Protocolo relativo às disposições transitórias 14. Declaração do Reino da Bélgica sobre os Parlamentos nacionais 15. Declaração do Reino da Bélgica, da República da Bulgária, da República Federal da Alemanha, da República Helénica, do Reino de Espanha, da República Italiana, da República de Chipre, da República da Lituânia, do GrãoDucado do Luxemburgo, da República da Hungria, da República de Malta, da República da Áustria, da República Portuguesa, da Roménia, da República da Eslovénia e da República Eslovaca relativa aos símbolos da União Europeia 16. Declaração da República Checa sobre a Carta dos Direitos Fundamentais da União Europeia 17. Declaração da República Federal da Alemanha, da Irlanda, da República da Hungria, da República da Áustria e do Reino da Suécia 18. Declaração do Reino de Espanha e do Reino Unido da GrãBretanha e da Irlanda do Norte . 19. Declaração da Irlanda ad artigo 3.o do Protocolo relativo à posição do Reino Unido e da Irlanda em relação ao espaço de liberdade, segurança e justiça 20. Declaração da República Italiana relativa à composição do Parlamento Europeu 21. Declaração da República da Letónia, da República da Hungria e da República de Malta sobre a ortografia da denominação da moeda única nos Tratados 22. Declaração do Reino dos Países Baixos ad artigo 312.o do Tratado sobre o Funcionamento da União Europeia 23. Declaração do Reino dos Países Baixos ad artigo 355.o do Tratado sobre o Funcionamento da União Europeia 24. Declaração da República da Polónia sobre a Carta dos Direitos Fundamentais da União Europeia 25. Declaração da República da Polónia sobre o Protocolo relativo à aplicação da Carta dos Direitos Fundamentais da União Europeia à Polónia e ao Reino Unido 358 63. Declaração do Reino Unido da GrãBretanha e da Irlanda do Norte sobre a definição do termo "nacionais" 26. Declaração do Reino Unido da GrãBretanha e da Irlanda do Norte sobre o direito de voto nas eleições para o Parlamento Europeu 27. Declaração do Reino Unido da GrãBretanha e da Irlanda do Norte ad artigo 75.o do Tratado sobre o Funcionamento da União Europeia |

## Suplementos

### Leituras em profundidade
- [S.l.: s.n.] ISBN 978-2-8027-3503-8 Em falta ou vazio |título= (ajuda)Em falta ou vazio |título= (ajuda)

### Artigos Relacionados
- Tratado sobre a União europeia
- Tratado sobre o funcionamento da União europeia